# Wilhelm Theodor Strokirk
Wilhelm Theodor Strokirk, född 1823, död 1895 i Stockholm, var en svensk ämbetsman och numismatiker. Han var son till brukspatronen Jeppe Strokirk och Hedvig Magdalena Broms, svärson till Nils Fredric Wallensteen och far till Rosa Norström.
Strokirk blev student vid Uppsala universitet 1839, e.o. kanslist i Civildepartementets expedition 1842, e.o. kanslist och e.o. kammarskrivare i Kammarkollegium 1843, e.o. kanslist i Kommerskollegium 1846, kopist där 1855, kanslist 1857, protokollssekreterare i Kungl. Maj:ts kansli 1860 och i Civildepartementet 1862, tillförordnad expeditionssekreterare där 1873, tillförordnad byråchef 1874, kansliråd och byråchef i Civildepartementet 1878. Dessutom blev han e.o. kanslist i Jernkontoret 1853, kanslist i Bruksägarnas hypotekskassa 1855 samt sekreterare och redogörare i konungens militärhospitals- och medaljfonder 1858. 
Som kanslist biträdde han 1844 lagmannen L. Cassel i två kommissioner, dels i en utredning rörande frågor relaterade till Falu bergsbolag, dels i en utredning av hoveriskyldigheten vid kungsgårdar i Västergötland och Skåne. Han blev 1851 sekreterare i kommittén för avgivande av betänkande angående Köping-Hults Järnväg samt var registrator i expeditionsutskottet under riksdagarna 1853, 1856 och 1859. 
Strokirk var en framstående numismatiker och vid hans frånfälle 1895 lät Svenska numismatiska föreningen prägla en medalj över honom.